# Морозова, Раиса Кирилловна
Раиса Кирилловна Морозова (25 июля 1938 — 19 марта 2024, Оренбург) — вязальщица фабрики Оренбургских пуховых платков, Герой Социалистического Труда (1986).

## Биография
Родилась 25 июля 1938 года в селе Вязовка Оренбургского района Оренбургской области в семье крестьянина.
В 1957 году окончила школу и начала работать вязальщицей на фабрике пуховых платков в Оренбурге, проработав там 40 лет. 24 года проработала на плосковязальных, оборотных машинах, где вручную, крючком набирался узор. За восьмую пятилетку выполнила семь годовых заданий. За девятую и десятую — по восемь.
За выдающиеся достижения в труде, высокую эффективность производства и качество работы, большой личный вклад в дело изыскания и использования внутренних резервов в 1982 году была удостоена звания лауреата Государственной премии СССР.
Указом Президиума Верховного Совета СССР от 4 августа 1986 года за досрочное выполнение заданий одиннадцатой пятилетки и социалистических обязательств, большой личный вклад в увеличение выпуска товаров народного потребления и проявленный трудовой героизм Морозовой Раисе Кирилловне присвоено звание Героя Социалистического Труда с вручением ордена Ленина и золотой медали «Серп и Молот».
В 1997 году вышла на пенсию.
Жила в Оренбурге.
Избиралась депутатом областного Совета, членом бюро райкома партии.
С 2013 года — член Совета старейшин при губернаторе Оренбургской области.
Умерла в 19 марта 2024 года в Оренбурге в возрасте 85 лет. Похоронена на кладбищенском комплексе «Степной-1».

## Награды
- Герой Социалистического Труда (1986) — за досрочное выполнение заданий одиннадцатой пятилетки и социалистических обязательств, большой личный вклад в увеличение выпуска товаров народного потребления и проявленный трудовой героизм
- Орден Ленина (1977)
- Орден Ленина (1986)
- Орден Трудового Красного Знамени (1971)
- Орден «Знак Почёта» (1974)
- Государственная премия СССР (1982) — за большой личный вклад в дело изыскания и использования внутренних резервов
- медали ВДНХ СССР